# Walden (film, 2023)
Pour les articles homonymes, voir Walden (film) et Walden.
Pour plus de détails, voir Fiche technique et Distribution.
Walden (anciennement The Stenographer) est un thriller américain de 2023, écrit et réalisé par Mick Davis et mettant en vedette Emile Hirsch et Shane West. 

## Synopsis
Walden Dean, un modeste sténographe judiciaire de troisième génération dans une petite ville du sud, prend la décision de se venger des criminels qui ont échappé à la justice après avoir appris qu'il est mourant. Parallèlement, il s'efforce de comprendre pourquoi la disparition de plusieurs jeunes garçons n'a pas encore été remarquée. 

## Distribution
- Emile Hirsch : Walden Dean[1]
- Shane West : détective Bill Kane
- Kelli Garner : Emily Duperon
- Tania Raymonde : détective Sally Hunt
- David Keith  : juge Boyle
- Steve Coulter : Jesse Dean
- Luke Davis : général George
- Gavin Borders : Walden (jeune)
- Seth Micheals : docteur Carrillo
- Sunny Mabrey : Laurie Kane
- Sara Sometti Michaels : infirmière Rainy
- Kathrine Barnes : Claire Dean
- Olive Raine : Lizzie Johnson
- Lisa Shatterly Boyd : Mme Kindleman
- Drexel Malkoff : Javier
- Megan McFarland : Shireen Boyle
- Julia Vasi : Zoé

## Production
Le film est tourné à Atlanta en juillet 2022.

## Sortie
Le film sort dans un nombre de salles limitées le 12 décembre 2023 (États-Unis) et dure 1 h 42. 

## Réception
Jon Mendelsohn de Comic Book Resources fait une critique négative au film, le qualifiant de « méli-mélo de tons qui ne fonctionne pas comme un thriller ». Il estime cependant que « les bizarreries inattendues du film le rendent regardable ».